# Belgique au Concours Eurovision de la chanson 1968
La Belgique a participé au Concours Eurovision de la chanson 1968 le 6 avril à Londres (Angleterre), au Royaume-Uni. C'est la 13e participation belge au Concours Eurovision de la chanson.
Le pays est représenté par la chanteuse Claude Lombard et la chanson Quand tu reviendras, sélectionnées par la Radiodiffusion-télévision belge (RTB).

## Sélection

### Avant-première Eurovision 1968
Le radiodiffuseur belge pour les émissions francophones, la Radiodiffusion-télévision belge (RTB, prédécesseur de la RTBF), sélectionne l'artiste en interne et organise une finale nationale intitulée Avant-première Eurovision 1968 pour sélectionner la chanson représentant la Belgique au Concours Eurovision de la chanson 1968.
La finale nationale belge a lieu le 13 février 1968. Deux participantes à cette finale nationale, Tonia et Nicole Josy ont représenté ou représenteront la Belgique en 1966 et en 1973 (en duo sous le nom Nicole & Hugo) respectivement.
Les chansons sont toutes interprétées en français, l'une des trois langues officielles de la Belgique.
Lors de cette sélection, c'est la chanson Quand tu reviendras interprétée par la chanteuse Claude Lombard qui fut choisie, avec Henri Segers comme chef d'orchestre. Seules les deux chansons arrivées en tête du classement sont connues.

#### Finale
| Ordre | Artiste        | Chanson                    | Place |
| ----- | -------------- | -------------------------- | ----- |
| 1     | Claude Lombard | Quand tu reviendras        | 1     |
| 2     | Nicole Josy    | À la Nouvelle-Orléans      | -     |
| 3     | Serge Davignac | La Boîte à musique         | 2     |
| 4     | André Brasseur | Écoute le vent             | -     |
| 5     | Eddy Pauly     | Et je crie                 | -     |
| 6     | Delphine       | Quand un garçon vous écrit | -     |
| 7     | Tonia          | Il y avait                 | -     |
| 8     | Jean Delsart   | Toi                        | -     |
| 9     | Rosy Dany      | Une tête renversée         | -     |
| 10    | Nathalie       | Goutte à goutte            | -     |

## À l'Eurovision
Chaque pays avait un jury de dix personnes. Chaque juré attribuait un point à sa chanson préférée.

### Points attribués par la Belgique
| 6 points | France              |
| 2 points | Royaume-Uni         |
| 1 point  | Irlande Yougoslavie |

### Points attribués à la Belgique
| 10 points | 9 points | 8 points | 7 points | 6 points                                               |
| --------- | -------- | -------- | -------- | ------------------------------------------------------ |
|           |          |          |          |                                                        |
| 5 points  | 4 points | 3 points | 2 points | 1 point                                                |
|           |          | - Italie |          | - Espagne - Finlande - France - Portugal - Royaume-Uni |

Claude Lombard interprète Quand tu reviendras en 3e position lors de la soirée du concours, suivant les Pays-Bas et précédant l'Autriche.
Au terme du vote final, la Belgique termine 7e, ex aequo avec Monaco et la Yougoslavie, sur 17 pays, ayant reçu 8 points.